# Попов, Алексей Вячеславович
Алексе́й Вячесла́вович Попо́в (коми Висер Ӧль; род. 25 июля 1950 года, село Большелуг, Республика Коми) — коми прозаик и драматург, Заслуженный работник культуры Российской Федерации (2011).

## Биография
А. В. Попов родился 25 июля 1950 года в селе Большелуг Корткеросского района Коми АССР. После окончания Сторожевской средней школы работал в совхозе «Вишерский». В 1969—1971 годах служил в Советской Армии, в составе воздушно-штурмовой бригады, которая располагалась в Амурской области. Тогда и написал свой первый рассказ, который назывался «Возраст призывной». Он был опубликован в журнале «Войвыв кодзув» в апрельском номере 1971 года. С июля 1971 года работает в СМИ Коми АССР: в районных газетах «Звезда», «Вперед», На республиканском телевидении, радио, в республиканских газетах «Коми му», «Йӧлӧга». в журналах «Чушканзі», «Войвыв кодзув». С 2003 года главный редактор республиканского литературно-художественного детского журнала «Бикинь» («Искорка»). В 1980 году заочно окончил историческое отделение Сыктывкарского госуниверситета имени Питирима Сорокина.

## Творчество
Автор более десяти книг прозы и тридцати пьес. Повести и рассказы печатались в журналах «Север», «Сельская молодежь», еженедельнике «Литературная Россия» и в других периодических изданиях. Прозаические произведения и пьесы переведены на марийский, удмуртский, татарский, чувашский, коми-пермяцкий, хакасский и другие языки народов России, а так же на финский, французский, болгарский, эстонский и венгерский. Его рассказы печатались в русскоязычных изданиях Германии и США. По пьесам в Сыктывкарском государственном академическом театре драмы имени Виктора Савина Республики Коми поставлены девять спектаклей. Спектакли по его пьесам идут на сцене Коми республиканского музыкально-драматического театра, в других театрах России, а также в Болгарии и Франции.

## Награды и звания
- Государственная премия Республики Коми в области драматургии и театрального искусства (2000)
- Заслуженный работник Республики Коми (2004)
- премия Правительства Республики Коми в области драматургии (2008)
- премия Правительства Республики Коми в области драматургии и сценического искусства для детей и юношества (2014)
- нагрудный знак Министерства культуры Российской Федерации «За достижения в культуре»
- Заслуженный работник культуры Российской Федерации (2011)
- Народный писатель Республики Коми (май 2014)
- Медаль ордена «За заслуги перед Отечеством» II степени (2023)[1].
- Премия Жюри программы родственных народов Эстонии совместно с Ассоциацией финно-угорских литератур (2014) в категории драматических произведений — за сборник пьес «Мудрая парма»
- медаль В. С. Розова «За вклад в отечественную культуру» (2005).

Пьеса «Когда-нибудь встретимся», вошедшая в шорт-лист конкурса «Творим мир своими руками», проходящего в рамках международного проекта «Гражданин мира», отмечена дипломом в номинации «Аршином общим не измерить» (2015 год). Член Союза писателей России с 1994 года. Писатели республики на своих съездах третий раз подряд выбирают членом правления Союза писателей Республики Коми.